# Team JS.dk
Team JS.dk var et dansk cykelhold, som var registreret som et DCU Elite Team. Holdet blev etableret i 2015 med hovedkvarter i Aarhus. Holdet lukkede ved udgangen af 2023.

## Holdet

### 2023

#### Damer
| Trup 2023                                     | Trup 2023         | Trup 2023                              | Trup 2023 |
| Rytter                                        | Fødselsdag        | Seneste hold                           |           |
| --------------------------------------------- | ----------------- | -------------------------------------- | --------- |
| Ellen Hjøllund Klinge (1. jan.–16. maj, note) | 31. december 2000 | Cykling Odense (2021)                  |           |
| Sidsel Møller Hvas                            | 5. april 1994     | Aarhus MTB (2022)                      |           |
| Frederikke Asfeldt                            | 14. februar 1999  | Herning Cykle Klub (2021)              |           |
| Michelle Andres (16. maj–31. dec.)            | 26. maj 1997      | Andy Schleck-CP NVST-Immo Losch (2022) |           |
|                                               |                   |                                        |           |
| Kilde: ProCyclingStats                        |                   |                                        |           |

note: Ellen Hjøllund Klinge, holdskifte

#### Herrer
| Trup 2023                                  | Trup 2023          | Trup 2023                               | Trup 2023 |
| Rytter                                     | Fødselsdag         | Seneste hold                            |           |
| ------------------------------------------ | ------------------ | --------------------------------------- | --------- |
| Morten Gadgaard                            | 22. maj 1991       | Team Sparekassen Danmark Aalborg (2022) |           |
| Søren Vosgerau                             | 16. marts 2000     | Riwal Cycling Team (2022)               |           |
| Peter Skov Lauritzen                       | 18. september 2001 | Cykle Klubben Aarhus (2020)             |           |
| Lauge Woer                                 | 9. august 2001     | Cykle Klubben Aarhus (2021)             |           |
| Rasmus Perto                               | 4. juni 2004       | Team Mascot Workwear (2022)             |           |
| Ruben Zilas Larsen                         | 28. november 2001  | Cykle Klubben Aarhus (2020)             |           |
| Lasse Mikkelsen                            | 7. april 1996      | Team Kvickly Odder Elite (2021)         |           |
| Mads Bak Bjerregaard                       | 2. juli 2001       | Team Kvickly Odder Elite (2021)         |           |
| Jeppe Andreasen                            | 2. januar 2002     | Vifra Kvickly Odder Junior (2020)       |           |
| Jakob Bødker                               | 2. februar 2000    | Give Elementer (2022)                   |           |
| Markus Klitgaard Bugge                     | 6. maj 1999        | Cykle Klubben Aarhus (2021)             |           |
| Tormod Emil Lunde                          | 25. september 2002 | Haugesund Triatlon Klubb (2022)         |           |
| Aksel Bech Skot-Hansen (10. jun.–31. dec.) | 11. juni 2000      | ColoQuick (2021)                        |           |
|                                            |                    |                                         |           |
| Kilde: ProCyclingStats                     |                    |                                         |           |

### 2022

#### Damer
| Trup 2022                   | Trup 2022         | Trup 2022                                        | Trup 2022 |
| Rytter                      | Fødselsdag        | Seneste hold                                     |           |
| --------------------------- | ----------------- | ------------------------------------------------ | --------- |
| Frederikke Asfeldt          | 14. februar 1999  | Herning Cykle Klub (2021)                        |           |
| Birgitte Krogsgaard         | 27. oktober 1991  | Cykle Klubben Aarhus (2021)                      |           |
| Ellen Hjøllund Klinge       | 31. december 2000 | Cykling Odense (2021)                            |           |
| Astrid Marie Bjørn Sørensen | 31. august 2005   | Team Rytger powered by Cykeltøj-Online.dk (2021) |           |
|                             |                   |                                                  |           |
| Kilde: ProCyclingStats      |                   |                                                  |           |

#### Herrer
| Trup 2022              | Trup 2022          | Trup 2022                         | Trup 2022 |
| Rytter                 | Fødselsdag         | Seneste hold                      |           |
| ---------------------- | ------------------ | --------------------------------- | --------- |
| Jeppe Andreasen        | 2. januar 2002     | Vifra Kvickly Odder Junior (2020) |           |
| Ruben Zilas Larsen     | 28. november 2001  | Cykle Klubben Aarhus (2020)       |           |
| Lasse Mikkelsen        | 7. april 1996      | Team Kvickly Odder Elite (2021)   |           |
| Peter Skov Lauritzen   | 18. september 2001 | Cykle Klubben Aarhus (2020)       |           |
| Lauge Woer             | 9. august 2001     | Cykle Klubben Aarhus (2021)       |           |
| Stefan Ryom            | 1. april 1993      | Team Kvickly Odder Elite (2021)   |           |
| Mads Bak Bjerregaard   | 2. juli 2001       | Team Kvickly Odder Elite (2021)   |           |
| Nicklas Amdi Pedersen  | 3. august 1993     | Cykle Klubben Aarhus (2021)       |           |
| Emil Andersen          | 17. juli 2003      | Middelfart Cykel Club (2021)      |           |
|                        |                    |                                   |           |
| Kilde: ProCyclingStats |                    |                                   |           |

##### Sejre
| 2. okt. | Demin Cup, 4. etape | DCU licensløb | Nicklas Amdi Pedersen |
| 2. okt. | Demin Cup           | DCU licensløb | Nicklas Amdi Pedersen |

### 2021
| Trup 2021              | Trup 2021          | Trup 2021                                | Trup 2021 |
| Rytter                 | Fødselsdag         | Seneste hold                             |           |
| ---------------------- | ------------------ | ---------------------------------------- | --------- |
| Jeppe Andreasen        | 2. januar 2002     | Vifra Kvickly Odder Junior (2020)        |           |
| Jacob Christensen      | 5. august 2002     | Team NPV-Carl Ras Roskilde Junior (2020) |           |
| Birk Udengaard Hansen  | 25. maj 2000       | Silkeborg IF Cykling (2020)              |           |
| Oskar Hvid             | 25. april 1996     | Cykle Klubben Aarhus (2019)              |           |
| Ruben Zilas Larsen     | 28. november 2001  | Cykle Klubben Aarhus (2020)              |           |
| Peter Skov Lauritzen   | 18. september 2001 | Cykle Klubben Aarhus (2020)              |           |
| Daniel Lyhne           | 3. marts 1996      | ColoQuick (2020)                         |           |
| Jacob Gye Madsen       | 23. november 1989  | ColoQuick-Cult (2016)                    |           |
| Jonas Perto            | 19. november 2000  | Cykle Klubben Aarhus (2019)              |           |
| Sebastian Petersen     | 7. marts 2001      | Herning CK Elite (2020)                  |           |
|                        |                    |                                          |           |
| Kilde: ProCyclingStats |                    |                                          |           |

### 2019
| Trup 2019                          | Trup 2019         | Trup 2019                        | Trup 2019 |
| Rytter                             | Fødselsdag        | Seneste hold                     |           |
| ---------------------------------- | ----------------- | -------------------------------- | --------- |
| Frederik Muff                      | 2. august 1993    | Cykle Klubben Aarhus (2014)      |           |
| Rasmus Hestbek Lund                | 10. oktober 1993  | Cykle Klubben Aarhus (2017)      |           |
| Thomas Edemann Jensen              | 19. maj 1995      | Giant-Castelli (2017)            |           |
| Kasper Würtz Schmidt               | 25. august 1995   | Herning CK Elite p/b Look (2018) |           |
| August Mors Poulsen                | 1. oktober 1995   | Team Jutlander Bank (2014)       |           |
| Sebastian Kolze Changizi           | 29. december 2000 | Team Mascot Workwear (2018)      |           |
| Jacob Gye Madsen                   | 23. november 1989 | ColoQuick-Cult (2016)            |           |
| Jesper Bundgaard Vinkel            | 7. februar 1996   | Riwal Platform (2017)            |           |
| Aske Vorre Louring                 | 24. maj 1993      | Giant-Castelli (2017)            |           |
| Lasse Eland                        | 11. april 1992    | Cykle Klubben Aarhus (2017)      |           |
| Mads Rasmussen                     | 8. juli 2000      |                                  |           |
| Sebastian Lander                   | 11. marts 1991    | Riwal CeramicSpeed (2018)        |           |
| Anthon Charmig (10. aug.–31. dec.) | 25. marts 1998    | Virtu Cycling (2017)             |           |
|                                    |                   |                                  |           |
| Kilde: ProCyclingStats             |                   |                                  |           |

### 2018
| Trup 2018               | Trup 2018         | Trup 2018                   | Trup 2018 |
| Rytter                  | Fødselsdag        | Seneste hold                |           |
| ----------------------- | ----------------- | --------------------------- | --------- |
| Mikkel Beck Olsen       | 12. august 1998   |                             |           |
| Jesper Bundgaard Vinkel | 7. februar 1996   | Riwal Platform (2017)       |           |
| Thomas Edemann Jensen   | 19. maj 1995      | Giant-Castelli (2017)       |           |
| Lasse Eland             | 11. april 1992    | Cykle Klubben Aarhus (2017) |           |
| Jakob Frandsen          | 30. oktober 1994  |                             |           |
| Jacob Gye Madsen        | 23. november 1989 | ColoQuick-Cult (2016)       |           |
| Rasmus Hestbek Lund     | 10. oktober 1993  | Cykle Klubben Aarhus (2017) |           |
| Aske Vorre Louring      | 24. maj 1993      | Giant-Castelli (2017)       |           |
| Christian Mathiesen     | 25. maj 1991      |                             |           |
| August Mors Poulsen     | 1. oktober 1995   | Team Jutlander Bank (2014)  |           |
| Frederik Muff           | 2. august 1993    | Cykle Klubben Aarhus (2014) |           |
| Rasmus Søgaard          | 14. august 1991   | Cykle Klubben Aarhus (2017) |           |
| Nikolaj Vejby Møller    | 1. september 1998 |                             |           |
|                         |                   |                             |           |
| Kilde: ProCyclingStats  |                   |                             |           |